# Alfonso de Orleans-Borbón
Alfonso de Orleans-Borbón y Ferrara-Pignatelli (ur. 2 stycznia 1968 w Santa Cruz de Tenerife) – hiszpański arystokrata, tytularny książę Galliera, właściciel zespołu Racing Engineering.

## Życiorys
Urodził się w Santa Cruz de Tenerife – stolicy hiszpańskiej wyspy Teneryfy. Jest synem Alonso de Orleans-Borbón y Parodi-Delfino i Emilii Ferrara Pignatelli. Jego ojciec zmarł młodo i to Alfonso odziedziczył tytuł księcia Galliera po śmierci swojego dziadka – Alvaro Orleańskiego.
W 1999 Alfons założył w Sanlúcar de Barrameda zespół wyścigowy Racing Engineering, który bierze udział w wyścigach GP2 Series, World Series by Renault i hiszpańskiej F3, i którego do dziś jest prezesem.

## Małżeństwo
28 marca 1994 Alfonso ożenił się z Belgijką Véronique Goeders, córką Jeana-Marie Goedersa i Anne-Marie Grosjean. Po siedmiu latach małżeństwa, para rozwiodła się w 2001. Wcześniej doczekali się syna:
- Don Alonso Juan de Orléans-Borbón y Goeders (ur. 15 lipca 1995, w Paryżu)